# Ла-Віна (Каліфорнія)
Ла-Віна (англ. La Vina) — переписна місцевість (CDP) в США, в окрузі Мадера штату Каліфорнія. Населення — 637 осіб (2020).

## Географія
Ла-Віна розташована за координатами 36°52′48″ пн. ш. 120°6′53″ зх. д. / 36.88000° пн. ш. 120.11472° зх. д. (36.879865, -120.114802).  За даними Бюро перепису населення США в 2010 році переписна місцевість мала площу 0,26 км², уся площа — суходіл.

## Демографія
Згідно з переписом 2010 року, у переписній місцевості мешкало 279 осіб у 63 домогосподарствах у складі 55 родин. Густота населення становила 1070 осіб/км².  Було 67 помешкань (257/км²).
Расовий склад населення:
| - 41,9 % — білих - 1,1 % — чорних або афроамериканців - 53,8 % — осіб інших рас |

До двох чи більше рас належало 3,2 %. Частка іспаномовних становила 95,0 % від усіх жителів.
За віковим діапазоном населення розподілялося таким чином: 28,0 % — особи молодші 18 років, 60,9 % — особи у віці 18—64 років, 11,1 % — особи у віці 65 років та старші. Медіана віку мешканця становила 27,6 року. На 100 осіб жіночої статі у переписній місцевості припадало 103,6 чоловіків;  на 100 жінок у віці від 18 років та старших — 120,9 чоловіків також старших 18 років.
Середній дохід на одне домашнє господарство  становив 35 780 доларів США (медіана — 31 094), а середній дохід на одну сім'ю — 35 780 доларів (медіана — 31 094). 
Цивільне працевлаштоване населення становило 119 осіб. Основні галузі зайнятості: роздрібна торгівля — 39,5 %, науковці, спеціалісти, менеджери — 23,5 %, сільське господарство, лісництво, риболовля — 21,8 %.